# Leucauge
Leucauge là một chi nhện trong họ Tetragnathidae (Tetragnathidae).
Chi này lần đầu tiên được ghi chép trong Description of new or little known Arachnida năm 1841 của nhà động vật học người Scotland Adam White. Charles Darwin đề xuất tên chi và thu thập mẫu vật đầu tiên vào tháng 5 năm 1832, về sau được đặt tên là L. argyrobapta.
Mô tả mơ hồ cũng như mẫu mẫu vật duy nhất bị thất lạc khiến cho chi này không được định nghĩa rõ ràng. Leucauge trở thành một đơn vị phân loại rác chứa 300 loài có quan hệ lỏng lẻo. Phải đến năm 2010, một nghiên cứu mới chỉ ra L. argyrobapta là danh pháp đồng nghĩa với L. venusta khá phổ biến, cho phép điều chỉnh và phân loại lại toàn chi. Tuy nhiên, một bài báo năm 2018 đã khôi phục Leucauge argyrobapta thành loài riêng biệt.

## Tên gọi
Tiếng Hy Lạp λευκός (leukos) có nghĩa là "trắng", còn αὐγή (augḗ) nghĩa là "bình minh", lý do vì nhện Leucauge dệt mạng đầu tiên trước lúc bình minh.

## Các loài
- Leucauge abbajae Strand, 1907
- Leucauge abyssinica Strand, 1907
- Leucauge acuminata (O. P.-Cambridge, 1889)
- Leucauge albomaculata (Thorell, 1899)
- Leucauge amanica Strand, 1907
- Leucauge analis (Thorell, 1899)
- Leucauge annulipedella Strand, 1911
- Leucauge apicata (Thorell, 1899)
- Leucauge arbitrariana Strand, 1913
- Leucauge argentata (O. P.-Cambridge, 1869)
  - Leucauge argentata marginata Kulczynski, 1911
- Leucauge argentea (Keyserling, 1865)
- Leucauge argenteanigra (Karsch, 1884)
- Leucauge argentina (Hasselt, 1882)
  - Leucauge argentina nigriceps Thorell, 1890
- Leucauge argyra (Walckenaer, 1842)
- Leucauge argyrescens Benoit, 1978
- Leucauge argyroaffinis Soares & Camargo, 1948
- Leucauge argyrobapta (White, 1841)
- Leucauge atrostricta Badcock, 1932
- Leucauge aurocincta (Thorell, 1877)
- Leucauge auronotum Strand, 1907
- Leucauge aurostriata (O. P.-Cambridge, 1897)
- Leucauge badiensis Roewer, 1961
- Leucauge beata (Pocock, 1901)
- Leucauge bengalensis Gravely, 1921
- Leucauge bimaculata Zhu, Song & Zhang, 2003
- Leucauge bituberculata Baert, 1987
- Leucauge blanda (L. Koch, 1878)
- Leucauge bontoc Barrion & Litsinger, 1995
- Leucauge branicki (Taczanowski, 1874)
- Leucauge brevitibialis Tullgren, 1910
- Leucauge cabindae (Brito Capello, 1866)
- Leucauge camelina Caporiacco, 1940
- Leucauge camerunensis Strand, 1907
- Leucauge capelloi Simon, 1903
- Leucauge caucaensis Strand, 1908
- Leucauge caudata Hogg, 1914
- Leucauge celebesiana (Walckenaer, 1842)
- Leucauge clarki Locket, 1968
- Leucauge comorensis Schmidt & Krause, 1993
- Leucauge conifera Hogg, 1919
- Leucauge cordivittata Strand, 1911
- Leucauge crucinota (Bösenberg & Strand, 1906)
- Leucauge curta (O. P.-Cambridge, 1889)
- Leucauge decorata (Blackwall, 1864)
  - Leucauge decorata nigricauda Schenkel, 1944
- Leucauge digna (O. P.-Cambridge, 1869)
- Leucauge ditissima (Thorell, 1887)
- Leucauge dorsotuberculata Tikader, 1982
- Leucauge dromedaria (Thorell, 1881)
- Leucauge emertoni (Thorell, 1890)
- Leucauge eua Strand, 1911
- Leucauge fasciiventris Kulczynski, 1911
- Leucauge festiva (Blackwall, 1866)
- Leucauge fibulata (Thorell, 1892)
- Leucauge fishoekensis Strand, 1909
- Leucauge formosa (Blackwall, 1863)
  - Leucauge formosa pozonae Schenkel, 1953
- Leucauge fragilis (O. P.-Cambridge, 1889)
- Leucauge frequens Tullgren, 1910
- Leucauge funebris Mello-Leitão, 1930
- Leucauge gemminipunctata Chamberlin & Ivie, 1936
- Leucauge granulata (Walckenaer, 1842)
  - Leucauge granulata rimitara Strand, 1911
- Leucauge hasselti (Thorell, 1890)
- Leucauge hebridisiana Berland, 1938
- Leucauge henryi Mello-Leitão, 1940
- Leucauge idonea (O. P.-Cambridge, 1889)
- Leucauge ilatele Marples, 1955
- Leucauge insularis (Keyserling, 1865)
- Leucauge iraray Barrion & Litsinger, 1995
- Leucauge isabela Roewer, 1942
- Leucauge japonica (Thorell, 1881)
- Leucauge kibonotensis Tullgren, 1910
- Leucauge lamperti Strand, 1907
- Leucauge lechei Strand, 1908
- Leucauge lehmannella Strand, 1908
- Leucauge leprosa (Thorell, 1895)
- Leucauge levanderi (Kulczynski, 1901)
- Leucauge linyphia Simon, 1903
- Leucauge liui Zhu, Song & Zhang, 2003
- Leucauge loltuna Chamberlin & Ivie, 1938
- Leucauge lombokiana Strand, 1913
- Leucauge longimana (Keyserling, 1881)
- Leucauge longipes F. O. P.-Cambridge, 1903
- Leucauge longula (Thorell, 1878)
- Leucauge macrochoera (Thorell, 1895)
  - Leucauge macrochoera tenasserimensis (Thorell, 1895)
- Leucauge magnifica Yaginuma, 1954
- Leucauge mahabascapea Barrion & Litsinger, 1995
- Leucauge mahurica Strand, 1913
- Leucauge malkini Chrysanthus, 1975
- Leucauge mammilla Zhu, Song & Zhang, 2003
- Leucauge margaritata (Thorell, 1899)
- Leucauge mariana (Taczanowski, 1881)
- Leucauge medjensis Lessert, 1930
- Leucauge mendanai Berland, 1933
- Leucauge meruensis Tullgren, 1910
  - Leucauge meruensis karagonis Strand, 1913
- Leucauge mesomelas (O. P.-Cambridge, 1894)
- Leucauge moerens (O. P.-Cambridge, 1896)
- Leucauge moheliensis Schmidt & Krause, 1993
- Leucauge nanshan Zhu, Song & Zhang, 2003
- Leucauge nicobarica (Thorell, 1891)
- Leucauge nigricauda Simon, 1903
- Leucauge nigrocincta Simon, 1903
- Leucauge nigrotarsalis (Doleschall, 1859)
- Leucauge nitella Zhu, Song & Zhang, 2003
- Leucauge obscurella Strand, 1913
- Leucauge opiparis Simon, 1907
- Leucauge papuana Kulczynski, 1911
- Leucauge parangscipinia Barrion & Litsinger, 1995
- Leucauge pinarensis (Franganillo, 1930)
- Leucauge polita (Keyserling, 1893)
- Leucauge pondae Tikader, 1970
- Leucauge popayanensis Strand, 1908
- Leucauge prodiga (L. Koch, 1872)
- Leucauge profundifoveata Strand, 1906
- Leucauge pulcherrima (Keyserling, 1865)
  - Leucauge pulcherrima ochrerufa (Franganillo, 1930)
- Leucauge pusilla (Thorell, 1878)
- Leucauge quadrifasciata (Thorell, 1890)
- Leucauge quadripenicillata (Hasselt, 1893)
- Leucauge regnyi (Simon, 1897)
- Leucauge reimoseri Strand, 1936
- Leucauge roseosignata Mello-Leitão, 1943
- Leucauge rubripleura (Mello-Leitão, 1947)
- Leucauge rubrotrivittata Simon, 1906
- Leucauge ruwenzorensis Strand, 1913
- Leucauge saphes Chamberlin & Ivie, 1936
- Leucauge scalaris (Thorell, 1890)
- Leucauge semiventris Strand, 1908
- Leucauge senegalensis Roewer, 1961
- Leucauge severa (Keyserling, 1893)
- Leucauge signiventris Strand, 1913
- Leucauge simplex F. O. P.-Cambridge, 1903
- Leucauge soeensis Schenkel, 1944
- Leucauge speciosissima (Keyserling, 1881)
- Leucauge spiculosa Bryant, 1940
- Leucauge splendens (Blackwall, 1863)
- Leucauge stictopyga (Thorell, 1890)
- Leucauge striatipes (Bradley, 1876)
- Leucauge subadulta Strand, 1906
- Leucauge subgemmea Bösenberg & Strand, 1906
- Leucauge subtessellata Zhu, Song & Zhang, 2003
- Leucauge superba (Thorell, 1890)
- Leucauge synthetica Chamberlin & Ivie, 1936
- Leucauge taczanowskii (Marx, 1893)
- Leucauge tanikawai Zhu, Song & Zhang, 2003
- Leucauge tellervo Strand, 1913
- Leucauge tessellata (Thorell, 1887)
- Leucauge tetragnathella Strand, 1907
- Leucauge thomeensis Kraus, 1960
- Leucauge tredecimguttata (Simon, 1877)
- Leucauge tristicta (Thorell, 1891)
- Leucauge tuberculata Wang, 1991
- Leucauge tupaqamaru Archer, 1971
- Leucauge turbida (Keyserling, 1893)
- Leucauge uberta (Keyserling, 1893)
- Leucauge undulata (Vinson, 1863)
- Leucauge ungulata (Karsch, 1879)
- Leucauge venusta (Walckenaer, 1842)
- Leucauge vibrabunda (Simon, 1896)
- Leucauge virginis (Strand, 1911)
- Leucauge viridecolorata Strand, 1916
- Leucauge volupis (Keyserling, 1893)
- Leucauge wangi Zhu, Song & Zhang, 2003
- Leucauge wokamara Strand, 1911
- Leucauge wulingensis Song & Zhu, 1992
- Leucauge xiaoen Zhu, Song & Zhang, 2003
- Leucauge xiuying Zhu, Song & Zhang, 2003
- Leucauge zizhong Zhu, Song & Zhang, 2003